# عملیات: پایان بازی
عملیات: پایان بازی (به انگلیسی: Operation: Endgame) فیلمی محصول سال ۲۰۱۰ و به کارگردانی فوآد میکاتی است. در این فیلم بازیگرانی همچون جو اندرسون، راب کوردری، الن بارکین، اودت انابل، مگی کیو، زک گالیفیناکیس، آدام اسکات، براندن تی. جکسون، امیلی دی راوین، باب ادنکیرک، وینگ ریمز، مایکل هیچکاک و جفری تامبر ایفای نقش کرده‌اند.